# Campeonato Africano de Atletismo de 2024 - 20 km marcha atlética masculina
A prova da marcha atlética 20 km masculina do Campeonato Africano de Atletismo de 2024 foi disputada no dia 25 de junho, no Estádio de Japoma, em Duala, nos Camarões.

## Recordes
Antes desta competição, os recordes mundiais e do campeonato nesta prova eram os seguintes:
|                       | Nome                  | Nacionalidade | Tempo      | Local   | Data                |
| --------------------- | --------------------- | ------------- | ---------- | ------- | ------------------- |
| Recorde mundial       | Yūsuke Suzuki         | Japão         | 1h 16m 36s | Nomi    | 15 de março de 2015 |
| Recorde do campeonato | Samuel Ireri Gathimba | Quênia        | 1h 19m 24s | Durban  | 26 de junho de 2016 |
| Recorde africano      | Samuel Gathimba       | Quênia        | 1h 18m 23s | Nairóbi | 18 de junho de 2021 |

## Medalhistas
| Ouro                 | Prata                   | Bronze             |
| Misgana Wakuma (ETH) | Heristone Wanyoni (KEN) | Wayne Snyman (RSA) |

## Cronograma
Todos os horários são locais (UTC+1).
| Data        | Hora  | Evento |
| ----------- | ----- | ------ |
| 25 de junho | 07:15 | Final  |

## Resultado final
A final ocorreu dia 25 de junho às 07:15 
| Posição           | Atleta                | Nacionalidade | Tempo   | Notas |
| ----------------- | --------------------- | ------------- | ------- | ----- |
| Medalha de ouro   | Misgana Wakuma        | Etiópia       | 1:22:49 |       |
| Medalha de prata  | Heristone Wanyoni     | Quênia        | 1:23:26 |       |
| Medalha de bronze | Wayne Snyman          | África do Sul | 1:25:19 |       |
| 4                 | Ismail Benhammouda    | Argélia       | 1:29:08 |       |
| 5                 | Matebie Endasha       | Etiópia       | 1:35:08 |       |
| 6                 | Malese Mulu           | Etiópia       | 1:36:03 |       |
| 7                 | Aymen Ben Saha        | Argélia       | 1:38:00 |       |
| 8                 | Nzossie Herve         | Camarões      | 1:52:40 |       |
| 9                 | Akamsembah Akamsembah | Camarões      | 1:54:35 |       |

Legenda
| Recorde mundial       | Recorde mundial (World record)               |                       | Recorde africano                      | Recorde africano (African) |                                           | Q | Classificado por posição (Qualified) |
| Recorde do campeonato | Recorde do campeonato (Championship record)  | Recorde da América    | Recorde da América (Americas)         | q                          | Classificado por melhor tempo (Qualified) |   |                                      |
| Melhor marca do ano   | Melhor marca do ano (World leading)          | Recorde asiático      | Recorde asiático (Asian)              | DNS                        | Não largou (Did not start)                |   |                                      |
| Recorde nacional      | Recorde nacional (National record)           | Recorde europeu       | Recorde europeu (European)            | DNF                        | Não terminou (Did not finish)             |   |                                      |
| Recorde pessoal       | Recorde pessoal do atleta (Personal best)    | Recorde da Oceania    | Recorde da Oceania (Oceania)          | DSQ / DQ                   | Desclassificado (Disqualified)            |   |                                      |
| Recorde da temporada  | Recorde da temporada do atleta (Season best) | Recorde sul-americano | Recorde sul-americano (South America) | NM                         | Sem marca (No mark)                       |   |                                      |